# Deoksidovani čelik
Umireni čelik ili deoksidovani čelik nastaje kad se tekući čelik polagano hladi i prelazi u kruto stanje bez naglog razvijanja gasova u materijalu. Ovo se postiže pomoću deoksidacionih sredstava, kao što su silicijum i aluminijum, koji vezuju gasove stvarajući trosku. Ako se kao deoksidaciono sredstvo primjenjuje silicijum dobija se umireni čelik, a ako se upotrebljava aluminijum dobija se dvostruko umireni čelik. Ovako se smanjuje mogućnost formiranja gasovitih mjehurića u čeliku, oko kojih se mogu koncentrisati nečistoće (kao npr. sumpor), koje imaju štetni uticaj na čelik pri valjanju i zavarivanju. Umireni čelik je namijenjen za zavarene konstrukcije i konstrukcije za koje se traži veća žilavost čelika, npr. za konstrukcije na temperaturi ispod −30°C, kao i za elemente izložene dinamičkim i cikličkim djelovanjima.
Poluumiremi čelik nije potpuno deoksidirao. Upotrebljava se za glavne nosive elemente u visokogradnji (nosače, rešetke, okvire i sl.).
Kod posebno umirenog čelika se osim mangana i silicijuma dodaje i silikokalcijum (CaSi), kao i aluminijum, koji veže preostali kiseonik u  i azot u AlN. Rezultat je čelik s vrlo niskim masenim udjelom nečistoća, velike žilavosti i male osjetljivosti na krhki lom. Takođe, sitne čestice AlN omogućavaju postizanje sitnog kristalnog zrna.
Ako se skrućivanje u posudi (kokila) događa tako da čelik kipi, dobija se čelik za koji se kaže da je neumiren. Ovaj čelik može da se upotrebljava za elemente koji se ne zavaruju. Tako npr. Tomasov postupak (taljenje čelika s velikim postotkom fosfora u pećima s dolomitnom oblogom) daje nizak postotak primjesa, no loš raspored, te se u sredini presjeka javlja neumirena zona („jalova glava” se obično odstranjuje od ingota).

## Deoksidacija
Otklanjanje kiseonika tokom proizvodnje čelika naziva se deoksidacija. Tokom proizvodnje čelik dolazi u dodir s kiseonikom i azotom, i pri višim temperaturama može da otopi znatne količine gasova. Više od 0,03% kiseonika čini čelik osjetljivim na starenje, a više od 0,07% kiseonika osjetljivim na tzv. „crveni lom”, jer sumpor ne veže kiseonik u gasne mjehuriće , nego u tvrde uključke FeS. Prilikom valjanja čelika između 800°C i 1000°C, nastupa lom po granicama kristalnog zrna zbog loše ’oblikovljivosti’ FeS. Kiseonik se u talini veže sa gvožđem u oksid FeO koji pretežno odlazi na površinu taline, ili s aluminijumom u . Ugljenik se spaja s kiseonikom u gasoviti ugljenik monoksid koji izlazi iz taline. Što je viši maseni udio ugljenika, to je veća količina CO, odnosno manji maseni udio preostalog kiseonika. 
Dakle, niskougljenični čelici (< 0,1% ugljika) sadrže nakon prečišćavanja nedopustivo visoke masene udjele kiseonika. Postupak deoksidacije zasniva se na djelovanju elemenata koji imaju veći afinitet prema kiseoniku od gvožđa. Prema padajućem afinitetu to su: aluminijum, cirkonijum, bor, titanijum, silicijum, ugljenik, vanadijum i mangan. Aluminijum i silicijum vežu kiseonik u okside, a Ti, B i Al vežu osim kiseonika i azot u nitride, a Ti i B grade takođe karbide i karbonitride.